# Hypsugo
Hypsugo är en systematisk grupp av fladdermöss i familjen läderlappar. Enligt Walker's Mammals of the World och IUCN är Hypsugo ett undersläkte till Pipistrellus. Wilson & Reeder (2005) godkänner taxonet som släkte. Tillhörande arter förekommer i Eurasien och Afrika.
IUCN listar 16 arter till gruppen och 2014 blev en ny art beskriven.
- Pipistrellus anchietae
- Pipistrellus anthonyi
- Pipistrellus arabicus
- Pipistrellus ariel
- Pipistrellus cadornae
- Pipistrellus crassulus
- Pipistrellus dolichodon[4]
- Pipistrellus eisentrauti
- Pipistrellus imbricatus
- Pipistrellus joffrei
- Pipistrellus kitcheneri
- Pipistrellus lophurus
- Pipistrellus macrotis
- Pipistrellus musciculus
- Pipistrellus pulveratus
- Alpfladdermus (Pipistrellus savii)
- Pipistrellus vordermanni